# Macledium canum
Macledium canum là một loài thực vật có hoa trong họ Cúc. Loài này được (Balf.f.) S.Ortiz mô tả khoa học đầu tiên năm 2001.